# HD 168646
HD 168646，又名CD-2814495，SAO 186704、HR 6864，是一颗恒星，视星等为6.16，位于銀經4.35，銀緯-6.71，其B1900.0坐标为赤經18h 15m 40.4s，赤緯-28° -6.71′ 32″。